# Taeniophyllum smithii
Taeniophyllum smithii är en orkidéart som beskrevs av Paul J. Kores och Lars Jonsson. Taeniophyllum smithii ingår i släktet Taeniophyllum och familjen orkidéer.
Artens utbredningsområde är Fiji. Inga underarter finns listade i Catalogue of Life.